# Загорулько, Александр Кимович
Алекса́ндр Ки́мович Загору́лько (16 мая 1955 года, пос. Нахабино Московская область — 31 июля 2011 года, Симферополь) — писатель, поэт, патологоанатом, доктор медицинских наук (1989), профессор (1990). Заслуженный врач Автономной Республики Крым, академик АН высшей школы Украины.

## Биография
Александр Кимович Загорулько родился 16 мая 1955 года в подмосковном поселке Нахабино в семье учителя. В 1957 году семья переехала в Крым. В 1973 году Александр Кимович поступил в Крымский медицинский институт (ныне Медицинская академия имени С. И. Георгиевского), в 1979 году его окончил. Продолжил образование в аспирантуре.
В 1984 году защитил кандидатскую диссертацию на тему «Состояние сурфактанта легких при различных клинико-анатомических формах туберкулеза»; в 1989 году защитил докторскую диссертацию на тему «Ультраструктурная морфология аэрогематического барьера и сурфактант при различных формах хронических неспецифических заболеваний легких и туберкулезе в эксперименте и у человека».
Работал в Крымском медицинском институте на должностях: старший лаборант, ассистент кафедры патологической анатомии (1979—1993); зав. кафедрой патологической анатомии (1993—2011). В 1990 году был избран профессором кафедры патологической анатомии.
Под руководством А. К. Загорулько в разное время защищено 14 кандидатских диссертаций. Он является автором около 180 научных работ, включая 5 монографий, 7 патентов на изобретения и 16 рационализаторских предложений.
Область научных интересов: ультраструктурная морфология легких в норме и патологии, сурфактантная система легких при различных заболеваниях. Им был создан медицинский препарат «Сукрим» для лечения больных с легочной недостаточностью. В апреле 2000 года препарат был официально зарегистрирован. После этого А. К. Загорулько стал известен в мировых медицинских кругах. Его приглашали на работу в Бостонский университет США, некоторое время работал в Зальцбурге (Австрия), Хайдельберге (ФРГ), читал лекции во Франции и Италии, Польше, Чехии и Словении.
В 2005 году, находясь в Австрии, тяжело заболел и был при смерти [прояснить]. После этого[прояснить] А. К. Загорулько развернул деятельность литератора. До 2011 года им было написано и издано семнадцать книг поэзии и прозы.
А. К. Загорулько скончался 31 июля 2011 года в Симферополе, похоронен на кладбище «Абдал-1» Симферополя.

## Награды и звания
- Академик АН высшей школы Украины и академик МАП;
- Заслуженный врач Автономной Республики Крым;
- Лауреат премий Совета министров Автономной Республики Крым;
- Лауреат медали Ярослава Мудрого;
- Лауреат Всероссийской литературной Премии имени Н. С. Гумилева.

## Труды

#### Проза
- Вилла «Ксения»: Фантастические рассказы / Худ. Ю. А. Корн. — Симферополь: Редотдел Крымского облполиграфиздата, 1990. — 64 с. ISBN 5-7707-1158-2.
- Приключения Салема: Фантастические рассказы / Худ. Г. Коганашвили. — Симферополь: Таврия, 1990. — 60 с.1 р. 50 к. 50 000 экз. (о) ISBN 5-7780-0375-7.
- Ветер Вечности: Фантастический роман в рассказах / Оформление В. Вербицкого. — Симферополь: Издательство "AZ-PRESS ЧА «АЗ», 2000. — 208 с. ISBN 966-7565-04-1.
- Фарфоровые чашки. Роман о любви. — Симферополь: Крымский писатель, 2007. — 240 с. (о) ISBN 966-2987-14-0.

#### Стихотворения
- От первого лица: Стихи. — Симферополь: Таврия, 1988. — 64 с. ISBN 5-7780-0034-0.
- «В зеркале времени»: Стихотворения. — Симферополь: АZ-PRESS, 1999. — 64 с.
- Забавы Джокера: Стихи / Обложка В. Вербицкого. — Симферополь: СОНАТ; "AZ-PRESS ЧА «АЗ», 2002. — 64 с. 200 экз. (о) ISBN 966-47-91-5, ISBN 966-7565-07-6.
- Миг, Век, Жизнь: Стихи разных лет. — Симферополь: Таврида, 2005. — 302 с. (о) ISBN 966-7738-14-9.
- Момент истины: Стихи. — Симферополь: Таврия, 2006. — 220 с. (п) ISBN 966-572-966-7.
- Кассандровы сказки: Стихи. — Симферополь: ЧП «Эльиньо», 2006. — 244 с. (о) ISBN 966-2969-03-9